# Franz Xaver Ertl
Franz Xaver Ertl (* 16. Juni 1919 in Oberstraubing; † 23. Mai 2016 in München) war ein deutscher Theologe und Priester.

## Leben
Ertl besuchte das Progymnasium in Scheyern und das humanistische Gymnasium in Freising. Im Zweiten Weltkrieg wurde er im Arbeits- und Militärdienst eingesetzt. Nach der Entlassung 1949 aus fünfjähriger sowjetischer Gefangenschaft studierte er Philosophie und Theologie an der Philosophisch-Theologischen Hochschule Freising. 1955 folgte seine Priesterweihe, anschließend war er als Kaplan in Weichs, Altomünster und Schwindegg tätig. 
1963 wurde er Stadtpfarrer in München-St. Andreas, 1975 wurde Diözesan-Caritasdirektor der Erzdiözese München und Freising. Beim Deutschen Caritasverband leitete er von 1986 an die Hauptvertretung München, war von 1986 bis 1993 erster Vorsitzender des Landesverbandes Bayern und gehörte dem Zentralvorstand an. Ebenfalls ab 1986 leitete er den Kirchlichen Suchdienst. Er war Mitglied der Arbeitgebervertreter in der AOK München und im Aufsichtsrat der LIGA Spar- und Kreditgenossenschaft Regensburg. Er war von 1987 bis 1997 Vorsitzender des Stiftungsvorstands der Katholischen Stiftung des öffentlichen Rechts 'Katholische Bildungsstätten für Sozialberufe in Bayern'.
Vom 1. Januar 1988 an gehörte er dem Bayerischen Senat als Senator für die Gruppe der Religionsgemeinschaften an, ein Jahr später wechselte er zu den Wohltätigkeitsorganisationen. Bis zum Ende seiner Senatorentätigkeit am 31. Dezember 1993 war er Mitglied im Ausschuss für Kulturpolitik (1988/1989), Finanz- und Haushaltsausschuss (1988/1993) und Ausschuss für Sozial-, Gesundheits- und Familienpolitik (1990/1993).
Franz Xaver Ertl engagierte sich für zahlreiche Sozialprojekte im Heiligen Land und war Mitglied im Deutschen Verein vom Heiligen Lande. 1989 wurde er von Kardinal-Großmeister Giuseppe Caprio zum Ritter des Ritterordens vom Heiligen Grab zu Jerusalem ernannt und am 28. Oktober 1989 in Düsseldorf durch Anton Schlembach, Großprior des päpstlichen Ordens in Deutschland, investiert.

## Ehrungen und Auszeichnungen
- Erzbischöflicher Geistlicher Rat (1972)
- Päpstlicher Geheimkämmerer (1977)
- Päpstlicher Ehrenprälat (1981)
- Bayerischer Verdienstorden (1982)
- Ritter vom Heiligen Grab (1989)